# Stenolophus bifrons
Stenolophus bifrons är en skalbaggsart som beskrevs av Leonard Gyllenhaal. Stenolophus bifrons ingår i släktet Stenolophus och familjen jordlöpare. Inga underarter finns listade i Catalogue of Life.